# Fluchtstab

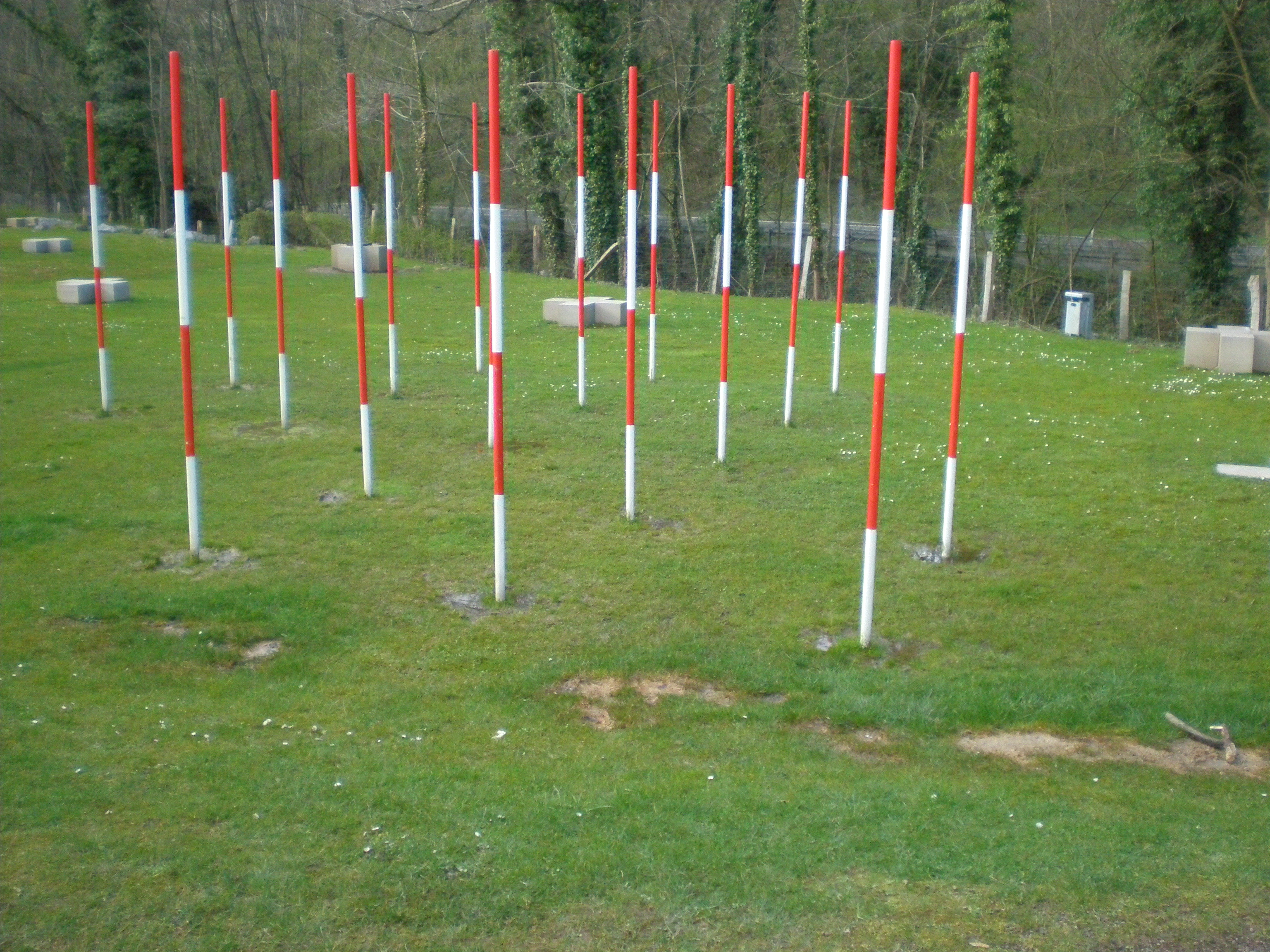
Fluchtstangen markieren den Nachgrabungs- und Fundbereich von 1997/2000 im Neandertal

Ein Fluchtstab (auch Fluchtstange oder Mire oder Jalon) ist ein Mittel der Vermessung und Geodäsie. Er dient zum Signalisieren der einzumessenden Punkte, Grenzpunkte oder Strecken.
Der Name kommt vom Aus- bzw. Einfluchten, wo in die Gerade zwischen zwei Stäben ein dritter Fluchtstab eingewiesen wird. Zum genauen Lotrechtstellen dient der Lattenrichter oder das Schnurlot.
Der Fluchtstab ist ca. 2 m lang und aus rot-weiß-lackiertem Stahl, Kiefernholz oder Kunststoff. Er hat einen runden Querschnitt (25 mm Durchmesser) und eine Stahlspitze, damit man ihn gut in den Boden rammen oder z. B. überwachsene Grenzsteine freilegen kann.
Durch den zweifarbigen Anstrich sind Fluchtstäbe auch von weitem gut erkennbar. Die Farbfelder sind in der Regel 50 cm lang und erlauben so auch (liegend verwendet) genäherte Distanzmessungen. Man verwendet auch 1-m-Stäbe, die mit Aufsätzen zu 2 m oder mehr zusammengesteckt werden. Man unterscheidet je nach der oberen Farbgebung Weiß- oder Rotköpfe. Um ein Durchfluchten zu erleichtern, werden Fluchtstäbe, die in Reihe gesetzt werden, oft mit jeweils abwechselnden Köpfen aufgestellt.
Wenn sich ein Fluchtstab auf hartem Untergrund (z. B. Straße, Vermessungspunkt) nicht in den Boden rammen lässt, wird er mit einem Fluchtstabstativ (Dreibein mit Stahlbeinen und Klemme, auch kurz Stabstativ oder Spinne genannt) zum Stehen gebracht.
Mit zwei rechtwinklig zueinander liegenden Fluchtstäben (mit Zählnadeln vor dem Wegrollen gesichert, sich an den Spitzen berührend) lässt sich über einem Grabloch die Lage eines zu setzenden Grenzsteins markieren. Der Punkt, an den der Grenzstein gesetzt werden soll, wird mit einem Schnurlot auf den Boden des Lochs abgelotet.